# Elizabeth Bibesco
Pour les articles homonymes, voir Asquith.
La princesse Elizabeth Bibesco, née Elisabeth Charlotte Lucy Asquith (26 février 1897 - 7 avril 1945), est une poétesse et femme de lettres anglophone, épouse du prince Antoine Bibesco, ami de Proust et cousin germain de la comtesse Anna de Noailles. Elle publiait sous le nom d'Elizabeth Bibesco.

## Biographie

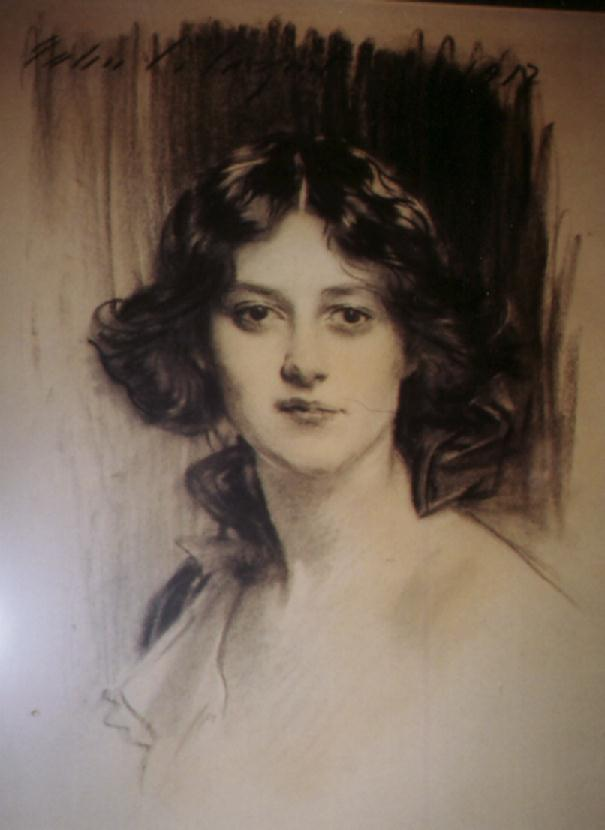
Portrait d'Elizabeth Asquith par John Singer Sargent.

La princesse Bibesco est la fille de Lord Asquith, Premier ministre du Royaume-Uni, et de sa seconde épouse, née Margot Tennant. Son enfance en tant que fille de Premier ministre l'expose aux yeux du public et l'habitue à l'adolescence à la vie dans la haute société. Elle poursuit ses études comme pensionnaire dans le fameux pensionnat de Marie Souvestre, Les Roches, près de Fontainebleau.
Elle épouse à l'âge de vingt-et-un ans le prince Antoine Bibesco, diplomate roumain en poste à Londres, qui en a quarante. Le mariage a lieu en présence de la reine Alexandra en l'église Sainte-Marguerite (Westminster) et constitue l'événement mondain de l'année en Angleterre.
La princesse donne naissance à une fille, Priscilla (1920-2004), dont Marcel Proust est le parrain. Entre 1921 et 1940, elle publie en anglais trois volumes de nouvelles, quatre romans, deux pièces de théâtre et un livre de poésies. Son mari écrit aussi. Elle habite à Paris, au 45, quai de Bourbon, à la pointe de l’île Saint-Louis, demeure des Bibesco, dont les murs sont recouverts de toiles de Vuillard. Marcel Proust, qui l’apprécie, trouve qu’elle a le visage d’une madone de fresque italienne, et une intelligence supérieure à celle de ses contemporains. Elle écrit une nécrologie émouvante de l'écrivain dans le New Statesman .
Ensuite, selon les affectations de son mari ambassadeur, la princesse habite à Washington, puis à Madrid, avec des séjours parisiens quai de Bourbon. 
Elle a eu une liaison avec le mari de Katherine Mansfield, John Middleton Murry, ce qui la fait détester de la femme de lettres . Virginia Woolf ne l'apprécie guère non plus . Son style aristocratique et léger témoigne d'une écriture à la mode avant la Seconde Guerre mondiale qui n'est plus guère lue aujourd'hui.
Son dernier roman, The Romantic, publié en 1940, est dédié à Jose Antonio Primo de Rivera qu'elle avait connu à Madrid où son mari était ambassadeur (1927 - 1931). Elle resta liée à Rivera jusqu'à sa mort, exécuté par les républicains espagnols. 
Suivant Antoine Bibesco en Roumanie où il a été rappelé en 1939, elle y meurt de pneumonie en 1945. Elle est enterrée dans la nécropole familiale des Bibesco, dans leur ancien palais de Mogosoaia, en-dehors de Bucarest. L'épitaphe « Mon âme a gagné la liberté de la nuit », qui est un vers composé en 1927, et la dernière ligne de son œuvre poétique, se lit sur sa tombe.

## Œuvre
- I Have Only Myself to Blame, 1921, recueil de nouvelles
- Balloons, 1922, recueil de nouvelles
- The Fir and the Palm, 1924, roman
- The Whole Story, 1925, recueil de nouvelles
- The Painted Swan, 1926, pièce de théâtre
- There is No Return, 1927, roman
- Points of View, 1927, pièce de théâtre
- Poems, 1927, poésies
- Portrait of Caroline, 1931, roman
- The Romantic, 1940, roman